# Svein Langholm
Svein Langholm (* 13. September 1951) ist ein ehemaliger norwegischer Radrennfahrer und nationaler Meister im Radsport.

## Sportliche Laufbahn
Langholm war im Bahnradsport und im Straßenradsport aktiv. Als Junior gewann er 1971 mehrere nationale Titel auf der Bahn und im Straßenrennen. 1975 siegte er in der nationalen Meisterschaft im Straßenrennen und mit Thorleif Andresen, Asbjørn Berger sowie Birger Hungerholdt im Mannschaftszeitfahren. 1976 gewann er mit dem Östgötaloppet und dem Skandisloppet zwei traditionsreiche Eintagesrennen in Schweden. In seiner Heimat siegte er in der Tyrifjorden Rundt, dem ältesten Eintagesrennen in Norwegen. 1977 gewann er eine Etappe der Ostschweizerrundfahrt. Auf der Bahn wurde Langholm 1979 norwegischer Titelträger im 1000-Meter-Zeitfahren.